# 安美嘉
拿督安美嘉·斯仁瓦山（泰米尔语：அம்பிகா சினீவாசன் 马来语：Ambiga Sreenevasan，1956年11月13日—，又译作“安碧嘉”），是马来西亚印度裔人权律师、社运分子，曾领导及参与一些马来西亚国内的社会运动，其中最受瞩目的有2007年由律师公会发起的“公正之行”（A Walk for Justice）以及2011年由净选盟发起的净选盟2.0人民集会。安美嘉中學畢業於吉隆坡咖啡山修道院女中，大學學位則在英國艾希特大學就讀。在2007年至2009年间，安美嘉曾任马来西亚律师公会主席，是律师公会史上第二位女主席。她所参与的维权运动涵盖范围很广，涉及宗教自由、女性权利、原住民权利、知识产权等等。2009年，安美嘉获美国国务院颁发“国际妇女勇气奖”，在颁奖仪式上，美国国务卿希拉里·克林顿赞扬她不仅在马来西亚国内有卓越成就，同时其影响力也传及国外。2011年，安美嘉因其在专业领域和社会活动上的杰出表现而获得母校英国艾希特大学颁发的荣誉法学博士学位。

## 参与社会运动
2007年，安美嘉任律师公会主席期间，组织“公正之行”，号召了约两千名律师和公众人士步行到马来西亚首相署，向当时的首相阿都拉·巴达威提呈两份备忘录，要求设立皇家调查委员会调查司法腐败，以及设立司法委员会负责法官擢升和委任事宜。这是马来西亚史上规模最大的一场律师游行示威。
2011年，安美嘉在担任净选盟2.0委员会主席期间，为推动马来西亚的选举制度改革而组织了“净选盟2.0人民集会”。虽然受到中央政府和执法单位的多番阻扰，这项集会仍然获得上万名种族国民的响应，反映了马来西亚国民对选举改革的热切期望。

## 观点
2020年2月24日，时任马来西亚首相马哈迪·莫哈末宣布辞去首相及土著团结党主席一职。对此安美嘉敦促马哈迪重新担任首相，因为他受到人民的委托，以引导希望联盟至更为平静的局面：“诚信党及行动党也表态支持马哈迪，我敦促马哈迪按照人民的委托重新掌权，带领希盟至更为平静的局面。”。